# Ceratopsion crustosum
Ceratopsion crustosum är en svampdjursart som beskrevs av Alvarez och van Soest 1993. Ceratopsion crustosum ingår i släktet Ceratopsion och familjen Raspailiidae. Inga underarter finns listade i Catalogue of Life.